# Annouville-Vilmesnil
Annouville-Vilmesnil is een gemeente in het Franse departement Seine-Maritime (regio Normandië) en telt 385 inwoners (1999). De plaats maakt deel uit van het arrondissement Le Havre.

## Geografie
De oppervlakte van Annouville-Vilmesnil bedraagt 5,8 km², de bevolkingsdichtheid is 66,4 inwoners per km².
De onderstaande kaart toont de ligging van Annouville-Vilmesnil met de belangrijkste infrastructuur en aangrenzende gemeenten.

## Demografie
Onderstaande figuur toont het verloop van het inwonertal (bron: INSEE-tellingen).